# Сегне
Сегне (норв. Søgne) је насељено место у Норвешкој у округу Западни Агдер. Има статус града од 1913.